# Rio Mur

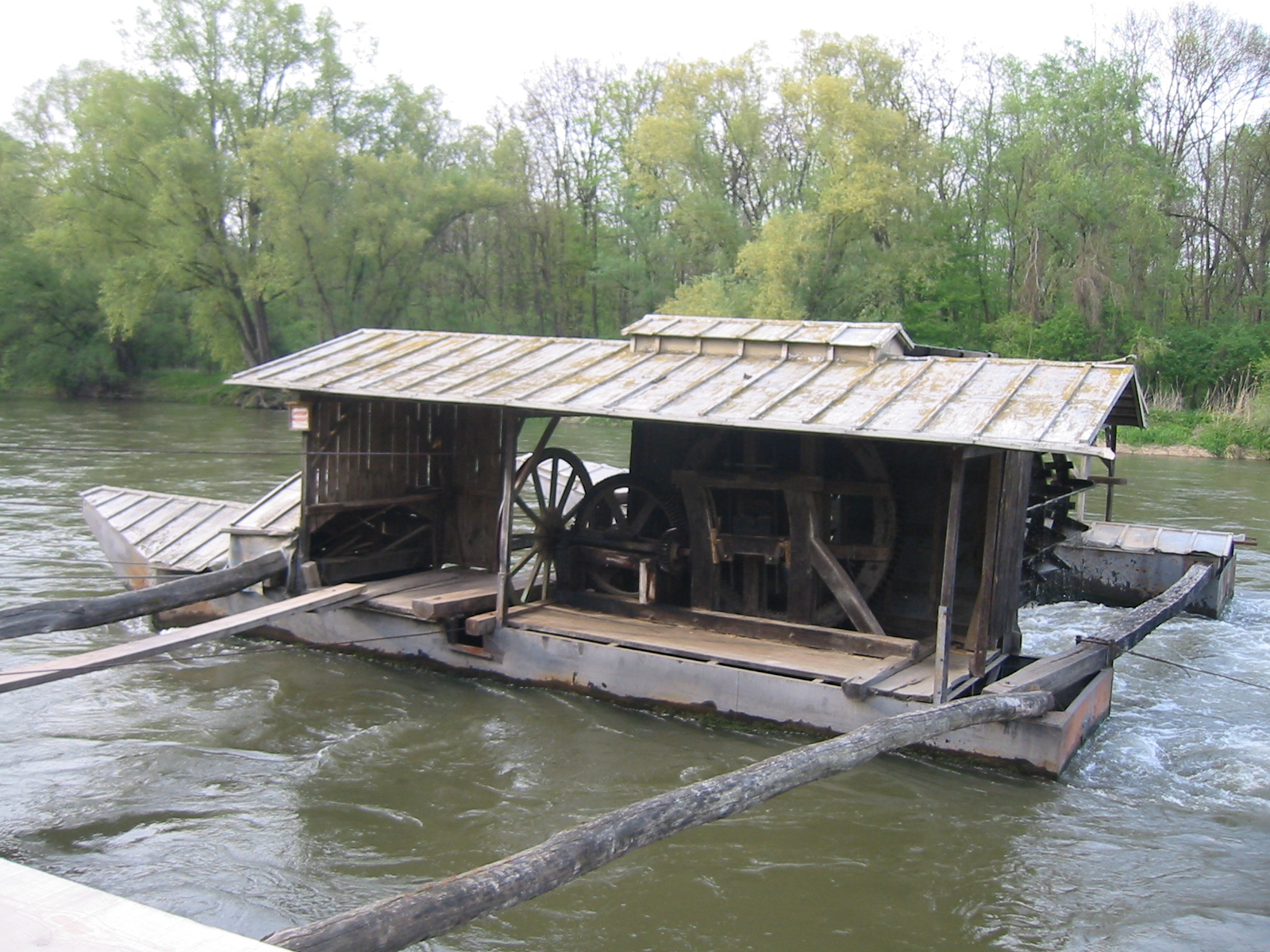
Rio Mur

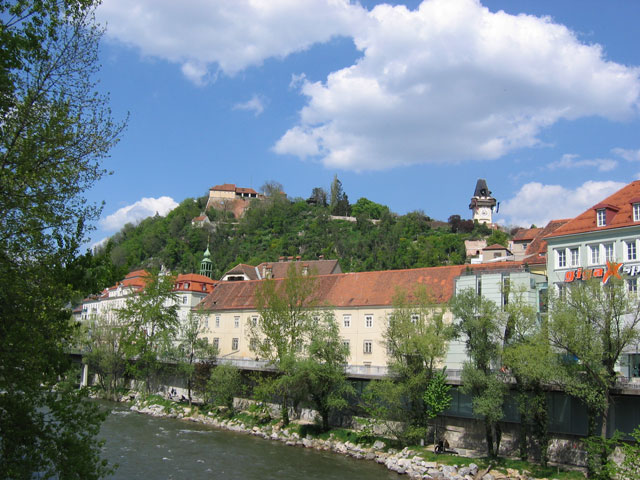
Rio Mur

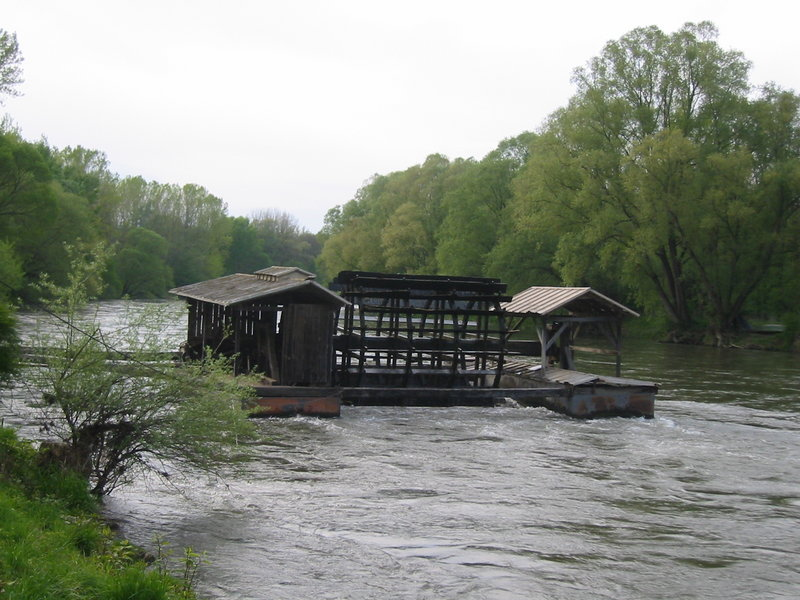
Rio Mur

O rio Mur ou rio Mura é um rio da Europa Central, afluente do rio Drava e, subsequentemente, do rio Danúbio. O Mura nasce nos Alpes austríacos numa cadeia montanhosa chamada Hohe Tauern a 1898 metros de altitude.
A sua extensão total é de 465 km, sendo 295 km na Áustria, 98 km na Eslovénia e o restante constitui a fronteira entre Hungria e Croácia.
A maior cidade banhada pelo rio é Graz, na Áustria. O rio termina perto de Legrad, no condado de Varazdin, Croácia, onde desagua no rio Drava.